# Probabilistisches neuronales Netz
| QS-Informatik | Dieser Artikel wurde wegen inhaltlicher Mängel auf der Qualitätssicherungsseite der Redaktion Informatik eingetragen. Dies geschieht, um die Qualität der Artikel aus dem Themengebiet Informatik auf ein akzeptables Niveau zu bringen. Hilf mit, die inhaltlichen Mängel dieses Artikels zu beseitigen, und beteilige dich an der Diskussion! (+) Begründung: Textwüste wikifizieren: nicht ein einziger Wikilink! -- Olaf Studt (Diskussion) 23:05, 9. Jun. 2023 (CEST) |

Probabilistische neuronale Netze (PNN) sind ein spezieller Ansatz im Bereich des maschinellen Lernens, der darauf abzielt, die Unsicherheit bei Vorhersagen und Entscheidungen zu modellieren. Im Gegensatz zu traditionellen neuronalen Netzen, die deterministische Vorhersagen treffen, ermöglichen PNNs die Schätzung von Wahrscheinlichkeiten und die Berücksichtigung von Unsicherheit.

## Einführung
Probabilistische neuronale Netze kombinieren die Stärken von neuronalen Netzen, die komplexe nichtlineare Beziehungen modellieren können, mit probabilistischen Modellen, die die Unsicherheit in den Daten berücksichtigen. Dieser Ansatz ermöglicht es, Vorhersagen zu quantifizieren und statistische Inferenz durchzuführen.

## Architektur
Die Architektur eines probabilistischen neuronalen Netzes ähnelt der eines traditionellen neuronalen Netzes. Es besteht aus einer Eingabeschicht, einer oder mehreren verdeckten Schichten und einer Ausgabeschicht. Der Hauptunterschied liegt jedoch in der Art und Weise, wie die Aktivierungsfunktionen und Gewichtungen behandelt werden.

## Unsicherheitsmodellierung
Das zentrale Merkmal von PNNs ist die Fähigkeit, Unsicherheit in den Vorhersagen zu quantifizieren. Dies wird erreicht, indem Wahrscheinlichkeitsverteilungen über den Ausgaben des Netzwerks geschätzt werden. Statt einer einzelnen Vorhersage liefert ein PNN eine Wahrscheinlichkeitsverteilung, die die Unsicherheit widerspiegelt.
Ein grundlegender Ansatz zur Unsicherheitsmodellierung in PNNs ist die Verwendung von Bayesschen Verfahren. Dabei werden Wahrscheinlichkeitsverteilungen über die Gewichtungen und Unsicherheitsparameter des neuronalen Netzes definiert. Diese Verteilungen werden als Priors bezeichnet und dienen als Ausgangspunkt für die Berechnung der Posteriors, also der aktualisierten Verteilungen nach Berücksichtigung der beobachteten Daten.
Die Berechnung der Posteriors ist oft analytisch nicht exakt möglich, weshalb Approximationsverfahren eingesetzt werden. Eine häufig verwendete Methode ist die Monte-Carlo-Simulation. Hierbei werden zufällige Realisierungen der Gewichtungen und Unsicherheitsparameter gezogen, und das Netzwerk wird mehrmals mit diesen Kombinationen durchlaufen. Durch die Aggregation der Vorhersagen über diese Realisierungen können Wahrscheinlichkeitsverteilungen über die Ausgaben des Netzwerks erzeugt werden.
Eine alternative Methode zur Unsicherheitsmodellierung in PNNs ist die Variationsinferenz. Dabei wird versucht, eine parametrisierte Verteilung zu finden, die die Posteriors approximiert. Diese parametrisierte Verteilung wird während des Trainings angepasst, um die Abweichung von den tatsächlichen Posteriors zu minimieren. Die Anpassung erfolgt durch die Minimierung einer geeigneten Divergenzmaßfunktion, wie beispielsweise der Kullback-Leibler-Divergenz.
Die Modellierung der Unsicherheit in PNNs ermöglicht es, verschiedene Arten von Unsicherheit zu berücksichtigen. Zum Beispiel kann Epistemic Uncertainty (Modellunsicherheit) die Unsicherheit aufgrund mangelnder Daten oder Unsicherheit über die Modellstruktur darstellen. Aleatoric Uncertainty (Datenunsicherheit) hingegen repräsentiert die inhärente Unsicherheit in den Daten selbst. Durch die Unterscheidung und Modellierung dieser verschiedenen Unsicherheitstypen können PNNs robustere und zuverlässigere Vorhersagen treffen.
Es ist wichtig anzumerken, dass die korrekte Modellierung und Quantifizierung der Unsicherheit in PNNs eine sorgfältige Kalibrierung erfordert. Dies beinhaltet die Überprüfung und Anpassung der Unsicherheitsmodelle an die tatsächliche Unsicherheit in den Daten. Die Kalibrierung kann durch die Verwendung von Kalibrierungssätzen oder durch Techniken wie Platt's Scaling oder Isotonic Regression erreicht werden.

## Training
Das Training von probabilistischen neuronalen Netzen erfordert spezielle Verfahren, um sowohl die Gewichtungen als auch die Unsicherheitsparameter zu optimieren. Es gibt verschiedene Ansätze, darunter den Einsatz von Bayes'schen Verfahren, Monte-Carlo-Simulationen und Variationsinferenz. Diese Methoden ermöglichen es dem Netzwerk, sowohl die Unsicherheit in den Daten zu modellieren als auch die optimalen Gewichtungen für die Vorhersage zu erlernen.
Ein gängiger Ansatz für das Training von PNNs ist die Verwendung von Bayesschen Verfahren. Dabei werden Priors über die Gewichtungen und Unsicherheitsparameter definiert, und durch die Anwendung des Bayesschen Theorems können die Posteriors berechnet werden. Dieser Prozess wird oft als Bayessche Inferenz bezeichnet.
Eine Herausforderung bei der Anwendung von Bayesschen Verfahren auf neuronale Netze besteht darin, dass die Berechnung der Posteriors in geschlossener Form oft nicht möglich ist. Daher werden häufig Approximationsmethoden eingesetzt. Eine häufig verwendete Methode ist die Monte-Carlo-Simulation, bei der stochastische Prozesse verwendet werden, um Schätzungen der Posteriors zu generieren. Hierbei werden zufällige Gewichtungen und Unsicherheitsparameter gezogen, und das Netzwerk wird mehrmals mit verschiedenen Kombinationen dieser Parameter durchlaufen. Die resultierenden Vorhersagen werden aggregiert, um die Wahrscheinlichkeitsverteilungen zu erzeugen.
Eine weitere Methode zur Optimierung probabilistischer neuronaler Netze ist die Variationsinferenz. Hierbei wird versucht, eine Approximation der Posteriors zu finden, indem ein parametrisiertes Verteilungsmodell verwendet wird. Dieses Modell wird dann so angepasst, dass es möglichst nahe an den tatsächlichen Posteriors liegt. Das Anpassen erfolgt durch Minimierung einer geeigneten Verlustfunktion, wie beispielsweise der Kullback-Leibler-Divergenz zwischen der approximierten Verteilung und den tatsächlichen Posteriors.
Während des Trainingsprozesses werden sowohl die Gewichtungen des Netzwerks als auch die Unsicherheitsparameter angepasst, um die bestmögliche Vorhersagegenauigkeit und die zuverlässigste Unsicherheitsschätzung zu erreichen. Dieser iterative Prozess wird in der Regel über mehrere Epochen durchgeführt, wobei in jeder Epoche die Trainingsdaten verwendet werden, um das Modell anzupassen.
Es ist wichtig zu beachten, dass das Training von probabilistischen neuronalen Netzen oft rechenintensiver ist als das Training traditioneller deterministischer Netze. Die Berücksichtigung der Unsicherheit erfordert zusätzliche Berechnungen und kann die Trainingszeit verlängern. Daher werden Effizienzsteigerungen und spezialisierte Hardwarelösungen erforscht, um die praktische Anwendung von PNNs zu erleichtern.

## Anwendungen
Probabilistische neuronale Netze finden in verschiedenen Gebieten Anwendung, in denen die Modellierung von Unsicherheit von entscheidender Bedeutung ist. Ein Beispiel ist die medizinische Diagnose, bei der es wichtig ist, die Wahrscheinlichkeit einer Erkrankung basierend auf den verfügbaren Daten abzuschätzen. Andere Anwendungen umfassen selbstfahrende Kraftfahrzeuge, die Finanzanalyse und die Computerlinguistik.